# Aleksej Kaljuzjnij
Aleksej Nikolajevitj Kaljuzjnij, född 13 juni 1977 i Minsk, Vitryska SSR, är en vitrysk professionell ishockeyspelare som spelar för HK Dinamo Minsk i KHL.
Kaljuzjnij har även representerat Vitrysslands landslag vid ett flertal tillfällen.

## Klubbar
- Junost Minsk Moderklubb, 2004
- HK Dynamo Moskva 1994–1995, 1996–2000, 2008–2010
- HK Neftechimik Nizjnekamsk 1995–1996
- Metallurg Magnitogorsk 2000–2002
- Severstal Tjerepovets 2002–2004
- Avangard Omsk 2004–2008, 2010–2012
- Lokomotiv Jaroslavl 2012–2013
- HK Dinamo Minsk 2013–